# Aleksandr Motiliov
Aleksandr Anatólievitx Motiliov (en rus: Александр Анатольевич Мотылёв); (nascut a Sverdlovsk, actualment Iekaterinburg, el 17 de juny de 1979), és un jugador d'escacs rus, que té el títol de Gran Mestre des del 2000. Ha estat Campió de Rússia. Col·labora amb Piotr Svídler com a entrenador.
A la llista d'Elo de la FIDE del gener de 2022, hi tenia un Elo de 2633 punts, cosa que en feia el jugador número 27 (en actiu) de Rússia, i el número 132 del rànquing mundial. El seu màxim Elo va ser de 2710 punts, a la llista de juliol de 2009 (posició 28 al rànquing mundial).

## Inicis de la carrera
Va aprendre a jugar als escacs a l'edat de quatre anys i mig, i als sis anys ja participava en sessions d'entrenament en grup. Això no és estrany a Rússia, on els escacs són una part molt important del currículum escolar. El seu progrés va ser bo i quan tenia onze anys, va arribar al nivell de Mestre Candidat (un títol que ja anteriorment havia assolit pel seu pare). En aquells moments, tenia també grans aspiracions en la pràctica del futbol, per al qual també tenia talent. Finalment, es va concentrar en els escacs, i va arribar a ser campió nacional júnior, tant en menors de 16 anys com en menors de 18.

## Resultats destacats en competició
El 1999 empatà als llocs 3r-11è al fort Memorial Txigorin de Sant Petersburg, (els guanyadors foren Aleksandr Grisxuk i Serguei Vólkov) El 2001, va sorprendre el món dels escacs amb la seva impactant victòria en el Campionat de Rússia celebrat a Elistà, tot i que en els anys següents, la seva irregular forma li comportà tant bons com mals resultats. El 2002, va ser convidat a participar en el prestigiós Matx Rússia vs Resta del Món a Moscou, i jugant contra jugadors de l'elit mundial, va puntuar només 1/6. El 2003, va guanyar l'Open de Còrsega a Bastia (per davant d'un fort grup de jugadors, entre els quals hi havia Van Wely, Sasikiran i Tiviàkov). El 2004, va obtenir una còmoda victòria en el torneig de Tomsk, classificatori per a la final del Campionat rus, i després un bon resultat a la Superfinal, en la qual unes taules molt lluitades amb Garri Kaspàrov li van permetre acabar amb força, al nivell de Grans Mestres d'elit com Svídler, Morozévitx i Baréiev (per darrere de Kaspàrov, Grischuk i Dréiev). També el 2004, participà en el II Matx Rússia-Xina, a Moscou, com a primer tauler de l'equip rus, i hi feu 4½/6 punts. El 2005, va acabar segon a la 2a Sanjin Hotel Cup a Tiayuan (un torneig de Categoria XV), rere el guanyador, Pentala Harikrishna, a qui va derrotar); el mateix any, es va classificar novament per a la Superfinal del Campionat de Rússia, a Kazan, on hi fou 3r. També el 2005, empatà al primer lloc, amb 6½/9, al fort Aeroflot Open. A finals d'any, va participar en la Copa del món de 2005 a Khanti-Mansisk, un torneig classificatori per al cicle del Campionat del món de 2007, on va tenir una mala actuació i fou eliminat en segona ronda per Ruslan Ponomariov.
El 2006, va guanyar el Torneig Corus "B" a Wijk aan Zee, empatat amb Magnus Carlsen. El juny de 2009 va guanyar la 10a edició del Torneig Anatoli Kàrpov de Poikovski (Categoria XVIII, mitjana d'Elo: 2694) a Poikovsky, Rússia. El 2010 fou tercer a l'Aeroflot Open, rere el vietnamita Le Quang Liem i l'ucraïnès Anton Kórobov.
Entre l'agost i el setembre de 2011 participà en la Copa del món de 2011, a Khanti-Mansisk, un torneig del cicle classificatori pel Campionat del món de 2013, i hi va tenir una mala actuació, ja que fou eliminat en primera ronda per Yuri Drozdovskij (4-5).
El 2014 es proclamà campió d'Europa individual, a Yerevan, amb 9 punts d'11 partides, per davant de David Antón i un grup de set jugadors més que acabaren empatats a 8 punts. Aquest resultat el va classificar per la Copa del Món de 2015.

### Participació en competicions per equips
En competicions per equips, va jugar representant Rússia en el Campionat del Món de Seleccions de 2001 a Yerevan, on hi puntuà 2/3, ajudant a l'equip a guanyar la medalla d'argent (el campió fou l'equip d'Ucraïna). Al Campionat d'Europa d'escacs per equips de 2005, la seva puntuació estigué per sota del 50% i tot l'equip va obtenir mals resultats, de manera que els russos van quedar finalment en un sorprenent 14è lloc.

## Vida personal
El seu pare, Anatoli, és Mestre de la FIDE.
Juntament amb altres 43 jugadors d'escacs d'elit russos, Motiliov va signar una carta oberta al president rus Vladímir Putin, protestant contra la invasió russa d'Ucraïna del 2022 i expressant solidaritat amb el poble ucraïnès.